# Pityohyphantes navajo
Pityohyphantes navajo là một loài nhện trong họ Linyphiidae.
Loài này thuộc chi Pityohyphantes. Pityohyphantes navajo được Ralph Vary Chamberlin & Wilton Ivie miêu tả năm 1942.